# Aphis clinepetae
Aphis clinepetae är en insektsart som beskrevs av Pashtshenko 1993. Aphis clinepetae ingår i släktet Aphis och familjen långrörsbladlöss. Inga underarter finns listade i Catalogue of Life.